# Cascall
El cascall o pintacoques (Papaver somniferum) és una mena de rosella de la família de les papaveràcies, conreada. Les llavors es fan servir per a ús culinari i també se'n fa oli de cascall; del seu làtex s'obté l'opi, la morfina i l'heroïna. Hi ha dues varietats: Papaver somniferum blanc i Papaver somniferum negre. És una planta coneguda des de l'època dels grecs i dels romans. El seu nom científic significa rosella que fa dormir. També es coneix amb el nom de dormidora, herba dormidora.

## Morfologia
El cascall és una planta anual que pot arribar a fer fins a un metre d'alçada. Les fulles són molt gruixudes, irregulars i alternes. Té una única flor amb quatre pètals, dos sèpals i molts estams i carpels. Les flors tenen pètals de color blanc, rosa o porpra. Fructifica en una càpsula globosa molt grossa. És característic que al capdamunt tingui els estigmes aplanats en forma de disc. Cada un produeix 30 mil llavors que surten de la càpsula a través de petits orificis ubicats sota del disc estigmàtic.

## Ecologia

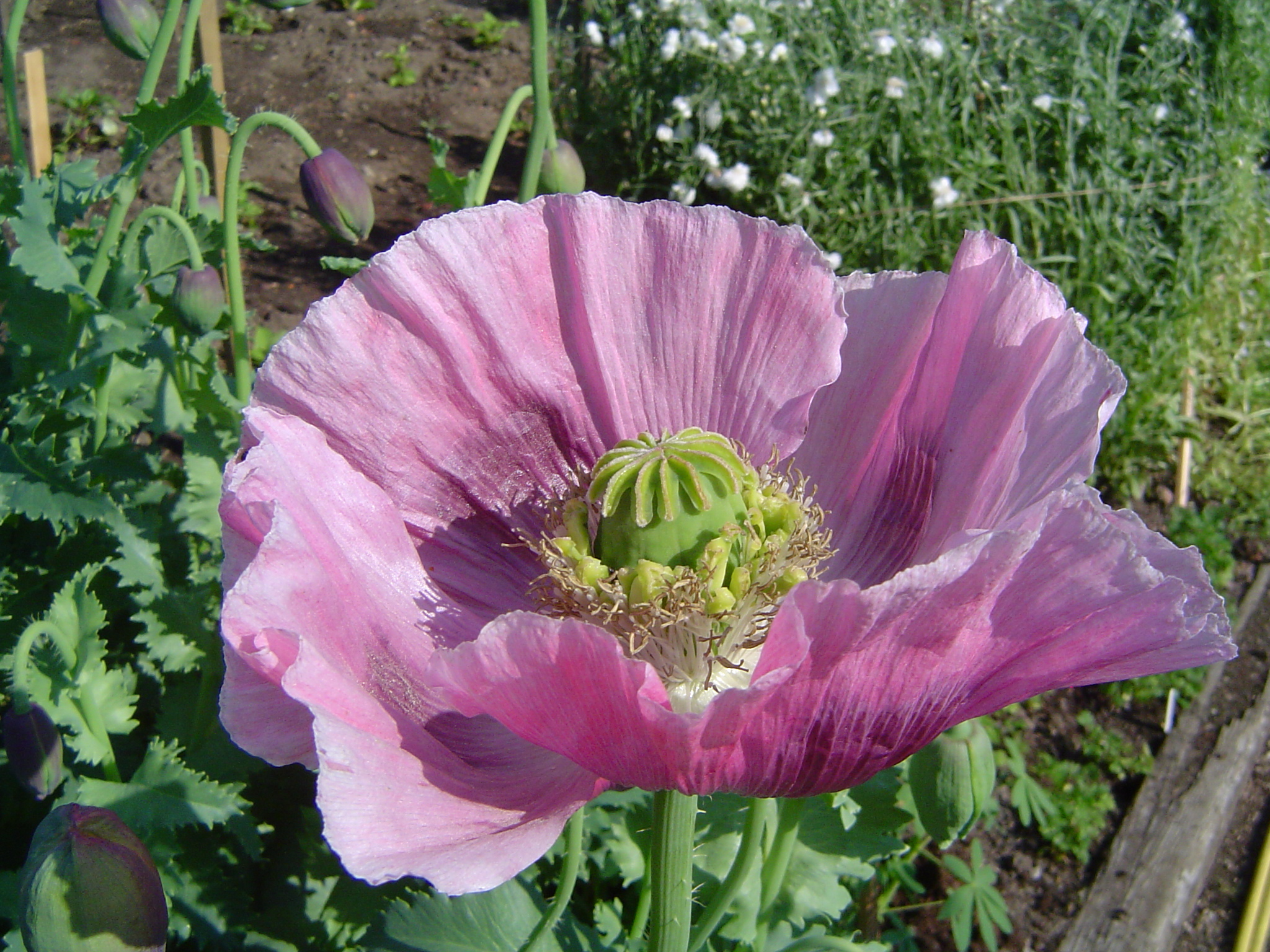
Flor del cascall

Aquesta planta és típica de països asiàtics i de l'est del Mediterrani, com Turquia, Iran i Afganistan. Floreix des del mes de maig i es comença a recol·lectar a la fi de la primavera. Viu en llocs de sòl sorrenc i calcari i atmosferes solejades.

## Droga

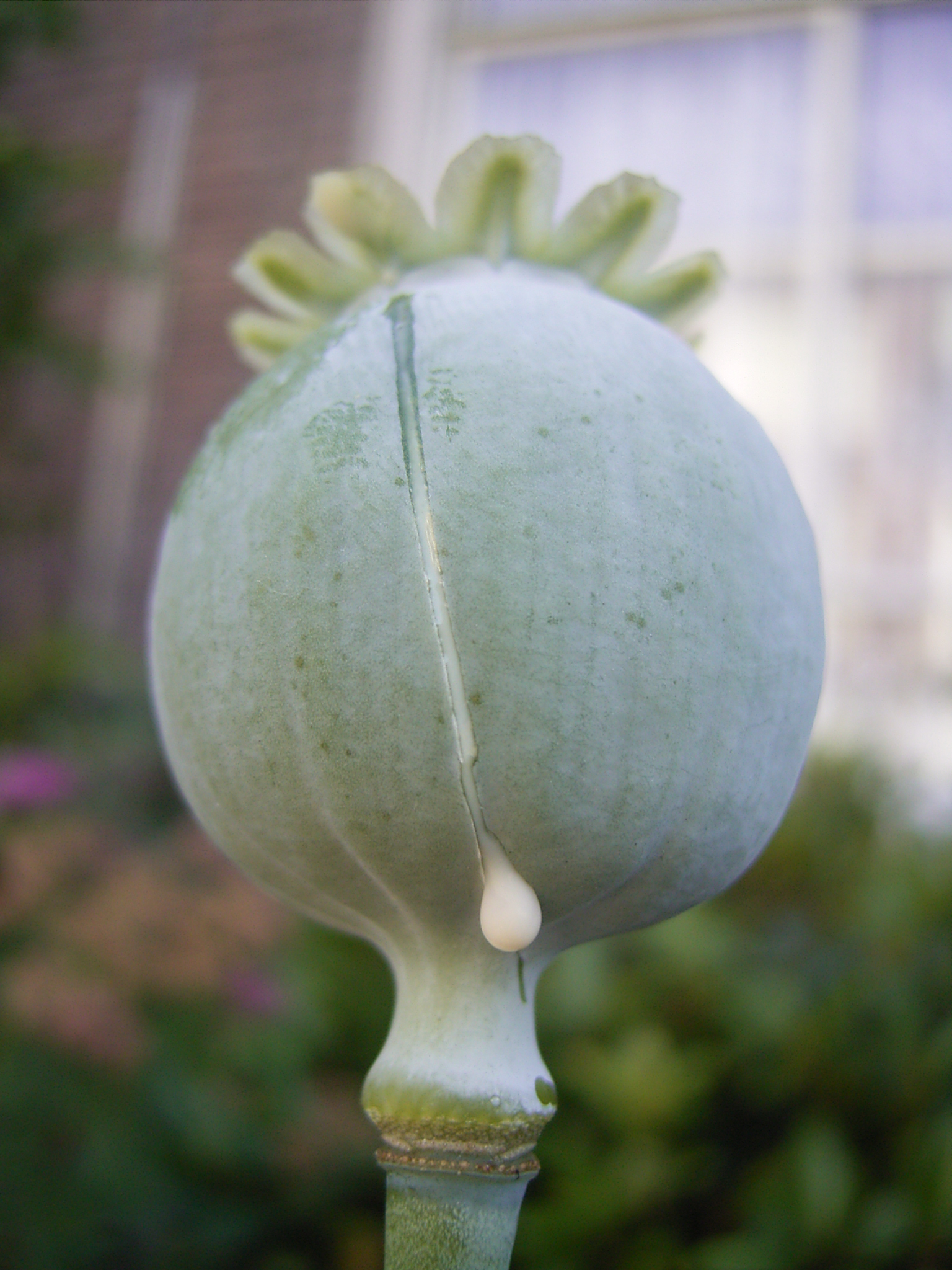
extracció del làtex

Per a produir opiacis s'utilitzen les càpsules immadures (la part de la planta que contindrà les llavors), sobre les quals es practica una incisió per obtenir un làtex blanc i viscós que, un cop sec, dona lloc a l'opi. Aquesta incisió no ha de ser gaire profunda, perquè el làtex podria entrar dins la càpsula, ni tampoc gaire superficial, ja que llavors en sortiria poca quantitat. Les càpsules aconsegueixen el màxim contingut en morfina (el principal alcaloide del làtex) al cap de dues setmanes i mitja després d'haver florit. Amb menys freqüència també s'utilitzen les fulles i les flors com a droga.

## Farmacologia

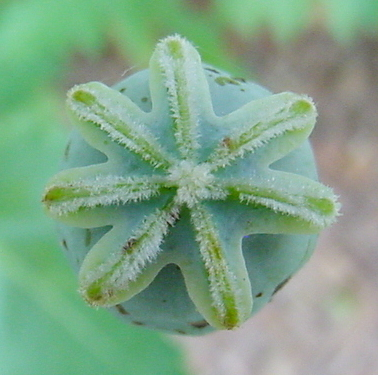
Vista superior

### Usos medicinals

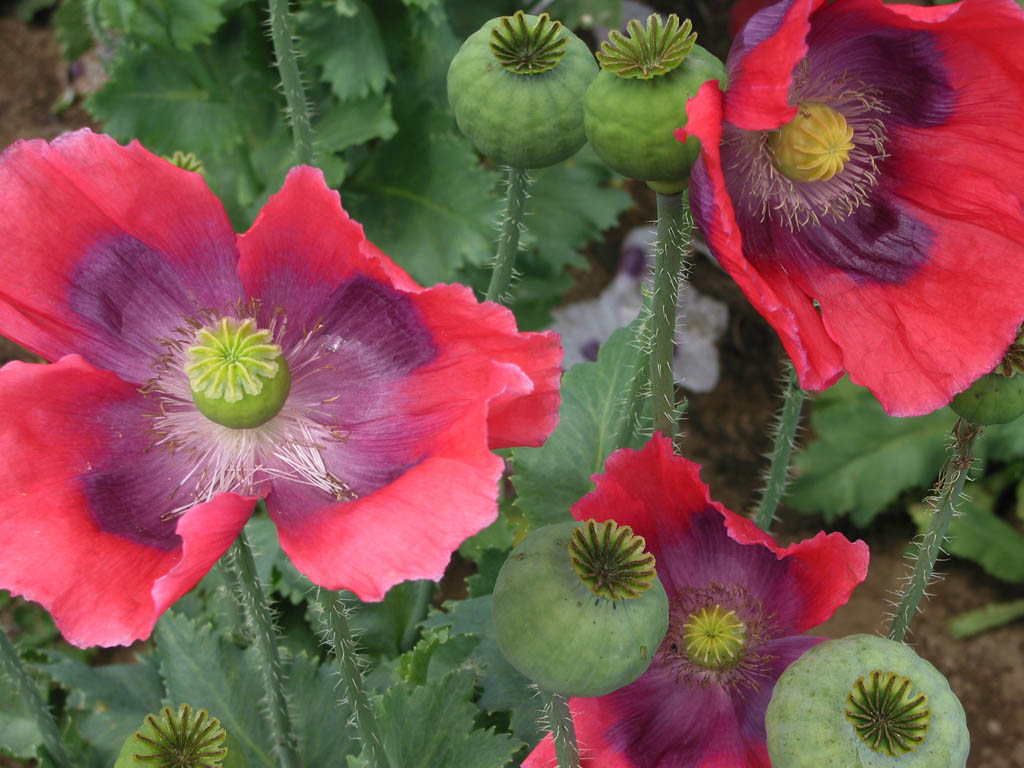
Roselles del cascall

El principal derivat de l'opi és la morfina, que actua fonamentalment sobre el sistema nerviós central i el sistema digestiu. La morfina s'utilitza de manera generalitzada en medicina convencional com a potent analgèsic. La codeïna també és un analgèsic, però més suau i s'utilitza par a calmar la tos, dolors musculars, dolors associats a la menstruació, i migranyes entre molts d'altres. També és gràcies a la morfina que s'utilitza per a combatre l'insomni. L'opi és utilitzat per a medicaments que alleugen les diarrees nervioses.

### Precaucions

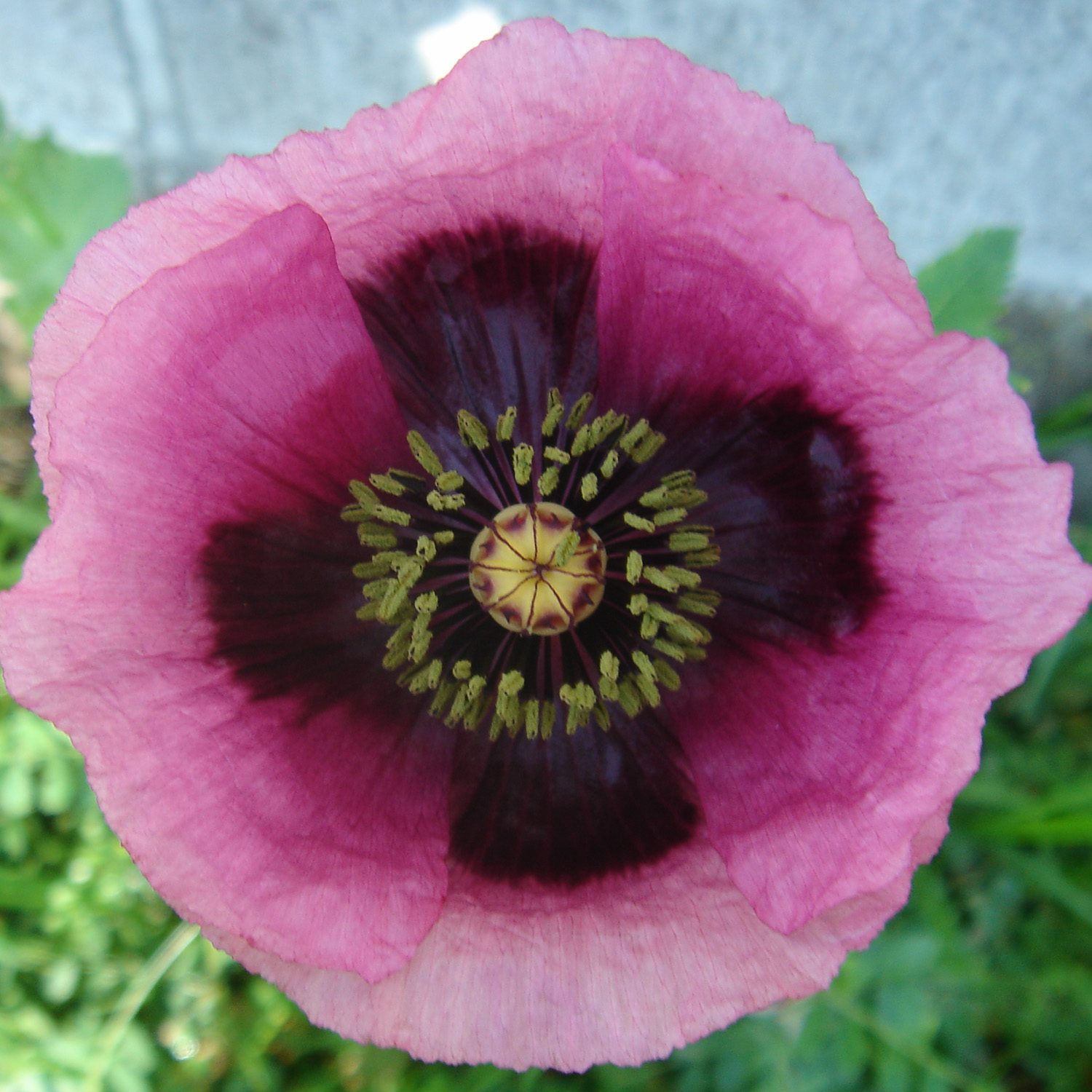
Vista superior de la flor

L'ús d'aquesta planta s'ha de fer sota control mèdic. L'ús continu en pot comportar mals de cap, sequedat bucal i epidèrmica, vertigen, vòmits, trastorns emocionals, etc.

### Contraindicacions
L'ús farmacèutic d'aquests alcaloides s'ha d'evitar en casos d'insuficiència respiratòria, així com en el període d'embaràs i de lactància.

## Ús alimentari

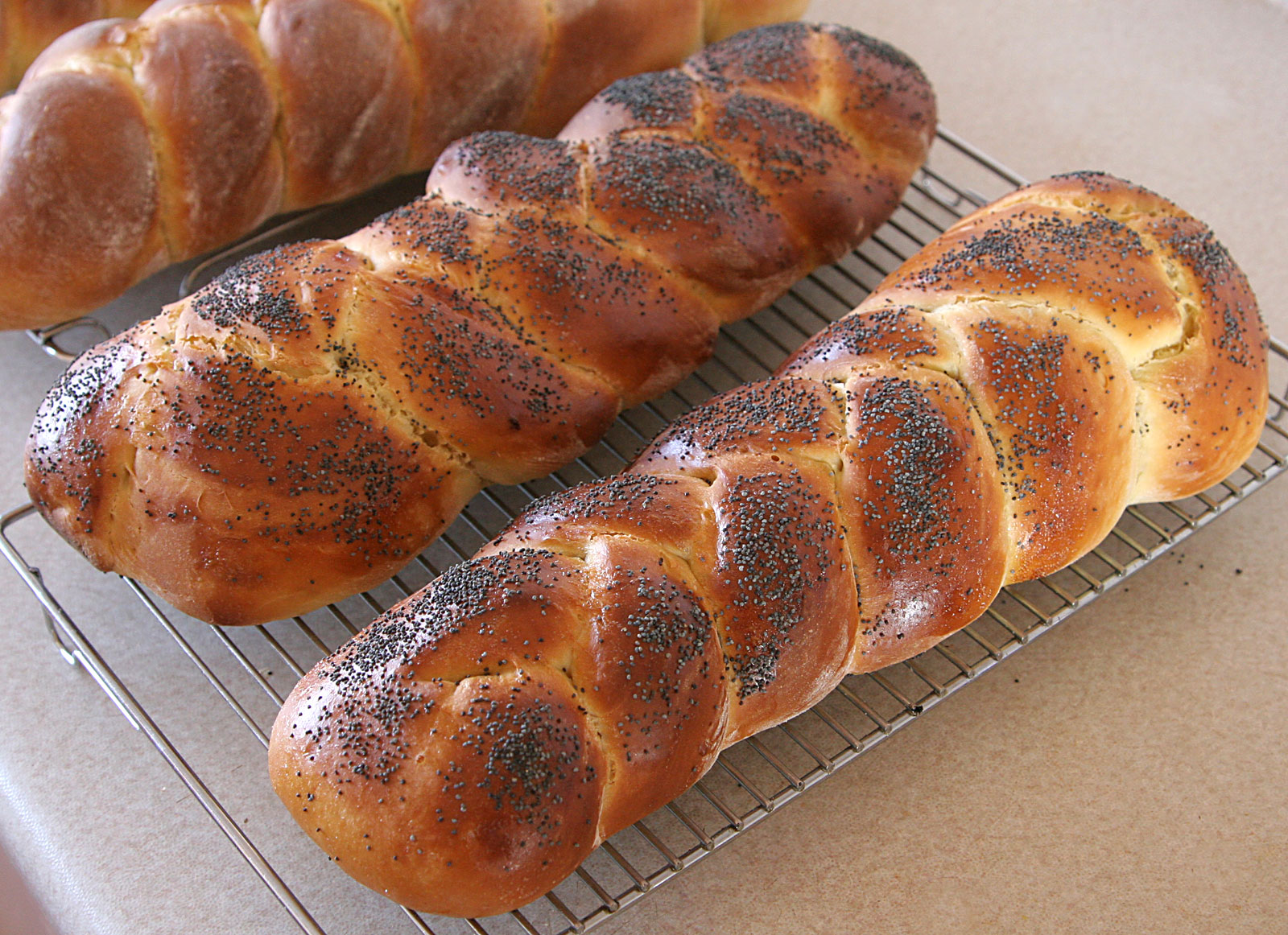
Pa dolç amb llavors de cascall.

En molts llocs del món, com ara els països d'Europa central i de l'est, l'Índia, Canadà i EUA, s'utilitzen les seves llavors per a fer pans i pastissos. Les llavors han d'estar seques i, barrejades amb farina, s'utilitzen com a ingredients en pastisseria.

## Història
Les llavors del cascall s'han utilitzat des de fa 4.000 anys. Els egipcis utilitzaven l'opi per combatre la fatiga; els grecs el feien portar des de l'Extrem Orient, però van ser els àrabs els que van estendre les seves propietats medicinals durant l'edat mitjana.

## Conreu[3]
Actualment el conreu del cascall està regulat i controlat a la majoria dels països (obtenció de morfina) tot i que en altres n'és una font il·legal d'ingressos. A Espanya les plantacions legals són vigilades i controlades in situ per la Guàrdia civil. És de fàcil conreu, les temperatures del clima mediterrani són suficients per al seu creixement. Pot fer-se en secà o regadiu. Per obtenir el làtex es fan incisions a la càpsula de la planta viva encara en el camp (necessita molta mà d'obra).
Era un conreu tradicional com a planta remeiera a l'arc mediterrani (les llavors, no pas el làtex) com a inductora al son o per evitar el mal de cap. Encara de tant en tant es poden veure plantes de cascall subespontànies a prop de les masies, ja que algunes llavors germinen molts anys després de caure a terra.